# Petra Steps
Petra Steps (* 1959 in Zwickau) ist eine deutsche Herausgeberin, Autorin, Journalistin, Philosophin und Hochschulpädagogin.
Als Autorin hat sich Petra Steps vor allem auf regionale Publikationen über Sachsen und das Vogtland sowie auf Krimi-Anthologien spezialisiert. Daneben gehört sie zu den Herausgebern der Geschichtenbände zu den Jubiläen der Städte Reichenbach und Netzschkau. Ferner ist sie Intendantin der KrimiLiteraturTage Vogtland, bei denen sie den Förderverein Schloss Netzschkau vertritt. Sie ist Mitglied in der Autorengruppe deutschsprachige Kriminalliteratur – „Das Syndikat“. Sie unterhält ein Journalistenbüro und ist in Lambzig zu Hause.
Überregionale Bekanntheit erlangte sie u. a. durch die von ihr mitherausgegebene mehrbändige Reihe Mords-Sachsen.

## Werke
- Vogtlandwerbung Briese (Hrsg.): Das Beste aus dem Vogtland/The Very Best of Vogtland. VogtlandAtlas Band 1. Briese, Falkenstein 2006.
- Vogtlandwerbung Briese (Hrsg.): Das Beste aus dem Vogtland/The Very Best of Vogtland. VogtlandAtlas Band 2 – Leistung trifft auf Leidenschaft. Briese, Falkenstein 2007, ISBN 978-3-00-022807-0.
- Claudia Puhlfürst (Hrsg.): Mords-Sachsen 1 – Die 19 besten Kurzkrimis aus Sachsen. Gmeiner, Meßkirch 2007, ISBN 978-3-89977-718-5.
- Claudia Puhlfürst (Hrsg.): Mords-Sachsen 2 – Sachsen morden weiter. Gmeiner, Meßkirch 2008, ISBN 978-3-89977-753-6.
- mit Grit Strobel: Geschichten zur Geschichte – das Buch zu den Stadtjubiläen von Reichenbach & Netzschkau 2012. 2012.
- als Hrsg. u. Autorin: Gauner, Geigen, Griegeniffte – Kurzkrimis aus dem Vogtland. KBV Verlag, Hillesheim 2013, ISBN 978-3-942446-79-2.
- als Hrsg. u. Autorin: Wer mordet schon im Vogtland? Gmeiner, Meßkirch 2015, ISBN 978-3-8392-1657-6.
- als Hrsg. u. Autorin: Vogtländisches Blut(bad): 25 Krimis, 25 Rezepte. Wellhöfer, 2015, ISBN 978-3-95428-172-5.
- als Hrsg. u. Autorin: Sport ist Mord: Kriminalgeschichten. KBV Verlag, Hillesheim 2015, ISBN 978-3-95441-263-1.
- mit Carsten Steps (Fotos): Das Vogtland hoch vier. Hoch hinauf und tief hinunter im Vierländereck. Gmeiner, Meßkirch 2016, ISBN 978-3-8392-1872-3.
- als Hrsg. u. Autorin: Wer mordet schon im Erzgebirge? Gmeiner, Meßkirch 2016, ISBN 978-3-8392-1965-2.
- mit Carsten Steps und Frank Wirth (Hrsg.): Unser Oberreichenbach zum Jubiläum 700 Jahre Oberreichenbach. 2017.
- zus. mit Friederike Schmöe: Mörderische Prachtbäder, Krimineller Freizeitführer. Gmeiner Verlag, Meßkirch 2018, ISBN 978-3-8392-2234-8.
- Petra Steps, Sachsen – Schlösser und Burgen, 22. April 2020 im Wartberg Verlag, ISBN 978-3-8313-3254-0.

Kurzkrimis in anderen Anthologien
- Das Besorger-Paradies. In: Regine Kölpin (Hrsg.): Chillen, killen, campen. KBV Verlag, Hillesheim 2015, ISBN 978-3-95441-224-2.
- Das Eso-Massaker. In Andreas M. Sturm (Hrsg.): Giftmorde II: 17 neue tödliche Anleitungen. fhl Verlag, Leipzig 2015, ISBN 978-3-942829-50-2.
- Salz auf seiner Haut. In: Andreas M. Sturm (Hrsg.): Sachsenmorde: 13 packende Thriller aus dem Freistaat. fhl Verlag, Leipzig 2015, ISBN 978-3-95848-700-0.
- Supermann ist tot. In Andreas M. Sturm (Hrsg.): Weihnachtsmorde. fhl Verlag, Leipzig 2015, ISBN 978-3-95848-702-4.
- Die Rechnung bleibt offen. In: Regine Kölpin (Hrsg.): Mecklenburger Schweinerippe(r). Wellhöfer, Mannheim 2016, ISBN 978-3-95428-186-2.
- Vom Sterben des Unsterblichen. In: Andreas M. Sturm (Hrsg.): Giftmorde 3. edition krimi, Leipzig 2016, ISBN 978-3-946734-08-6.
- Tödlicher Trost. In: Andreas M. Sturm (Hrsg.): Sachsenmorde II. edition krimi, Leipzig 2017, ISBN 978-3-946734-18-5.
- Baltruschs Griff nach den Sternen. In: Regine Kölpin (Hrsg.): Rügener Aalblut. 21 Kurzkrimis und 21 Rezepte von der Insel Rügen. Wellhöfer, Mannheim 2017, ISBN 978-3-95428-222-7.
- Weihnachtsfrieden in Wenn der Himmel die Erde heute küsst. Herausgeber Bettine Reichelt. Evangelische Verlagsanstalt, 2016, ISBN 978-3-374-04427-6.
- Himmelstadter Domina in Weinfrankenmorde. Herausgeber Tessa Korber. ars vivendi, 2019, ISBN 978-3-7472-0013-1.

Kurzkrimis in eigenen Anthologien
- Mords-Sachsen 2: Der Palme Fluch und Segen (Schloss Netzschkau)
- Gauner, Geigen, Griegeniffte: Säffls letzte Talfahrt (Freizeitpark Plohn)
- Sport ist Mord: Viccos Rute (Fliegenfischen)
- Vogtländisches Blut(bad): Toni gibt auf (Kleingera)
- Wer mordet schon im Vogtland?: Rosa muss weg (Kartoffel von Gündel bis Rehau) & Nie wieder dieses Niveau (Plauen, Oelsnitz, Markneukirchen, Marieney, Vogtland-Echo)
- Wer mordet schon im Erzgebirge? & Mörderisches Erzgebirge: Was für ein Auftrag! (Chemnitz); Vom Regen in die Traufe (Tharandt, Grillenburg); Die Opa-Bande greift ein (Hundshübel), Von allen guten Geistern verlassen (Ehrenfriedersdorf); Geständnis am Schreckenberg (Frohnau): Wilderersuppe a la Hippmann (Oberwiesenthal, Neudorf), Himmlische Weihnacht (Annaberg)
- Mörderische Prachtbäder: Nobbis Schatten

Kochbücher
- Koch mich! Vogtland. 7 x 7 Rezepte aus Sachsen, Thüringen, Bayern und Böhmen. Paperento Verlag/Edition Wannenbuch, Chemnitz 2023, ISBN 978-3-947409-61-7.

Andere Veröffentlichungen
- Weihnachtsfrieden. In: Bettine Reichelt (Hrsg.): Wenn der Himmel die Erde heute küsst ...: Geschichten zur Weihnachtszeit. Evangelische Verlagsanstalt, Leipzig 2016, ISBN 978-3-374-04427-6.
- Geschichten im Heimatkalender u. a. Publikationen
- Bearbeitung: Zwölf Monate bis zur Endlichkeit. telescope Verlag, 2016, ISBN 978-3-95915-016-3.